# Canyon Diablo
Canyon Diablo — сукупність залізних метеоритів — фрагментів астероїда, удар якого утворив Аризонський кратер. Належать до октаедритів. Названі за розташованим неподалік від кратера каньйоном Дьябло. Знайдено тисячі зразків загальною масою понад 30 тонн.
Падіння астероїда сталося 50 000 ± 3 000 років тому. Його початкову масу оцінюють у 4⋅105 — 1,2⋅106 тон, розмір — у 50-70 метрів, а швидкість — у 10-20 км/с. Під час прольоту крізь атмосферу він втратив 30-70 % маси через абляцію та фрагментацію.
Уламки, що відокремилися від астероїда ще в польоті, сповільнювалися через опір повітря, завдяки чому й могли витримати удар при падінні та зберегтися до наших днів у вигляді типових метеоритів. Вони трапляються в радіусі близько 9 км навколо кратера. Біля краю кратера трапляються зразки зі слідами сильного удару та нагріву аж до часткового розплавлення з перекристалізацією (що видно, зокрема, з відсутності відманштеттенових фігур, добре виражених у решти зразків). Вони дрібні і не мають регмагліптів та кірки плавлення. Ймовірно, це фрагменти основної маси астероїда, що були викинуті з кратера під час його утворення.
Крім того, біля кратера трапляються маленькі (< 1 мм) круглі частки — ймовірно, результат конденсації речовини, що випарувалася з астероїда при прольоті крізь атмосферу. Їх знаходять на відстані до ~8 км від кратера; найбільші з них — біля його краю. Загальну масу цих кульок оцінюють у 4-8 тисяч тон (оцінку зроблено для верхніх 10 см ґрунту і відстаней до 4 км від кратера; поза цими межами кульок дуже мало). Як уламків, так і кульок більше в північно-східному напрямку від кратера.
Метеорити Canyon Diablo незвичні тим, що містять великі, до дециметрового розміру, нодули (округлі включення) з графіту з металевими прожилками.

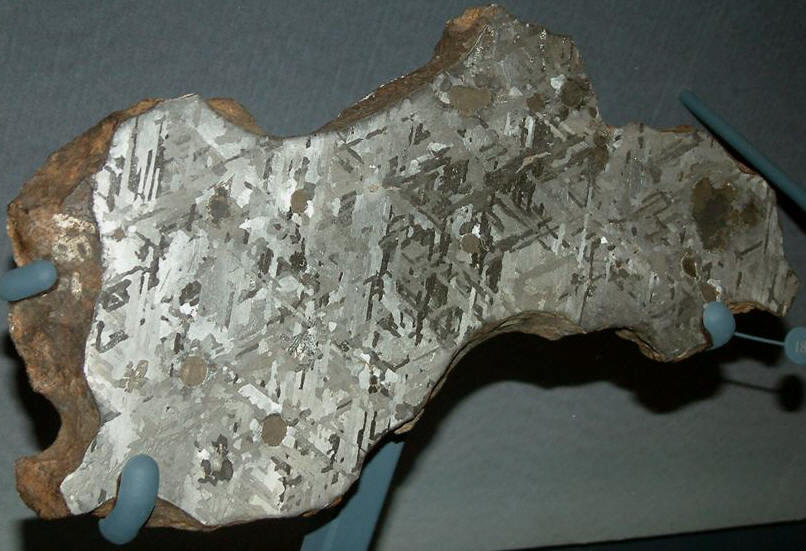
Відманштеттенові фігури на зрізі
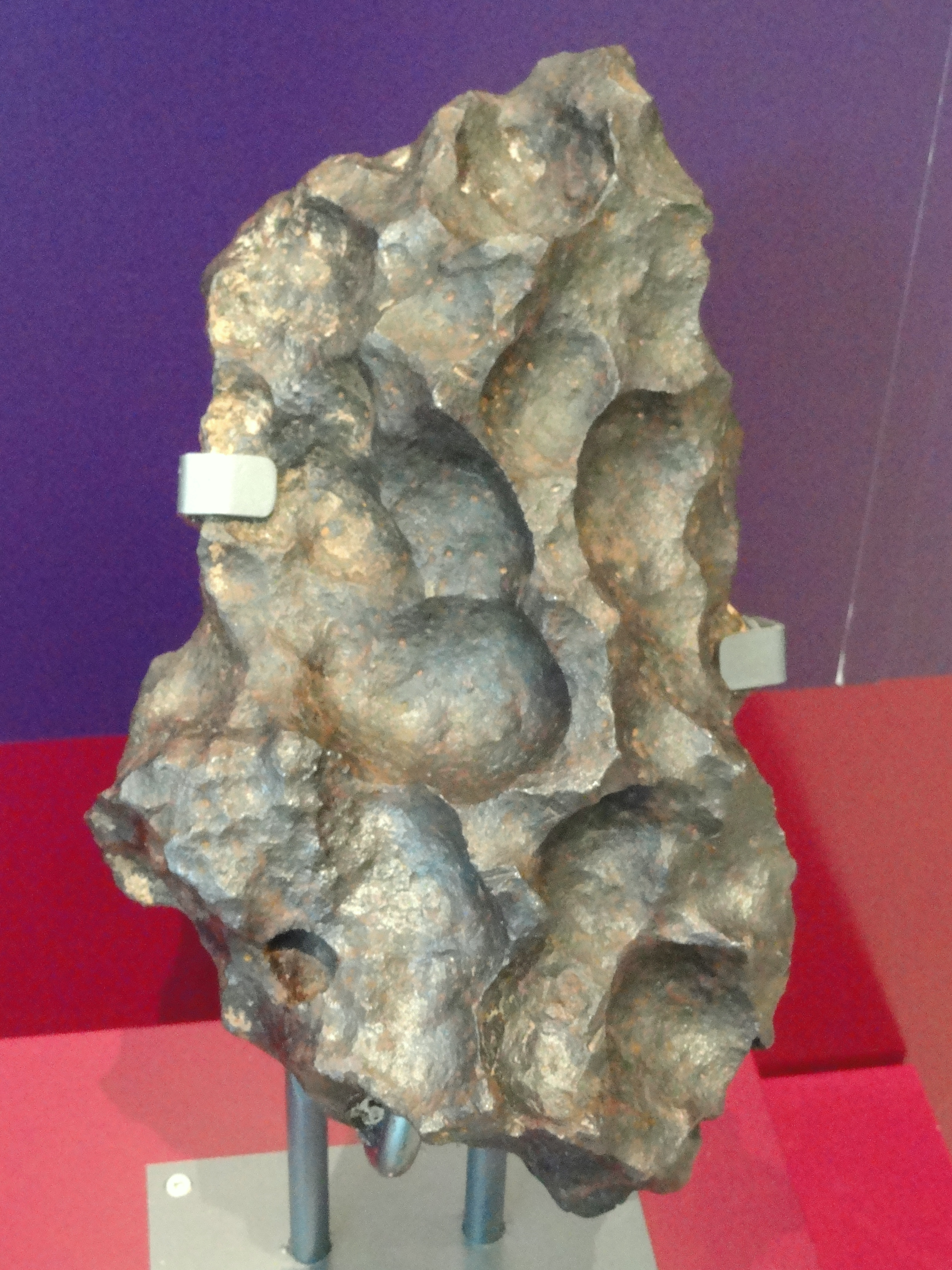
Зразок з регмагліптами[ru]
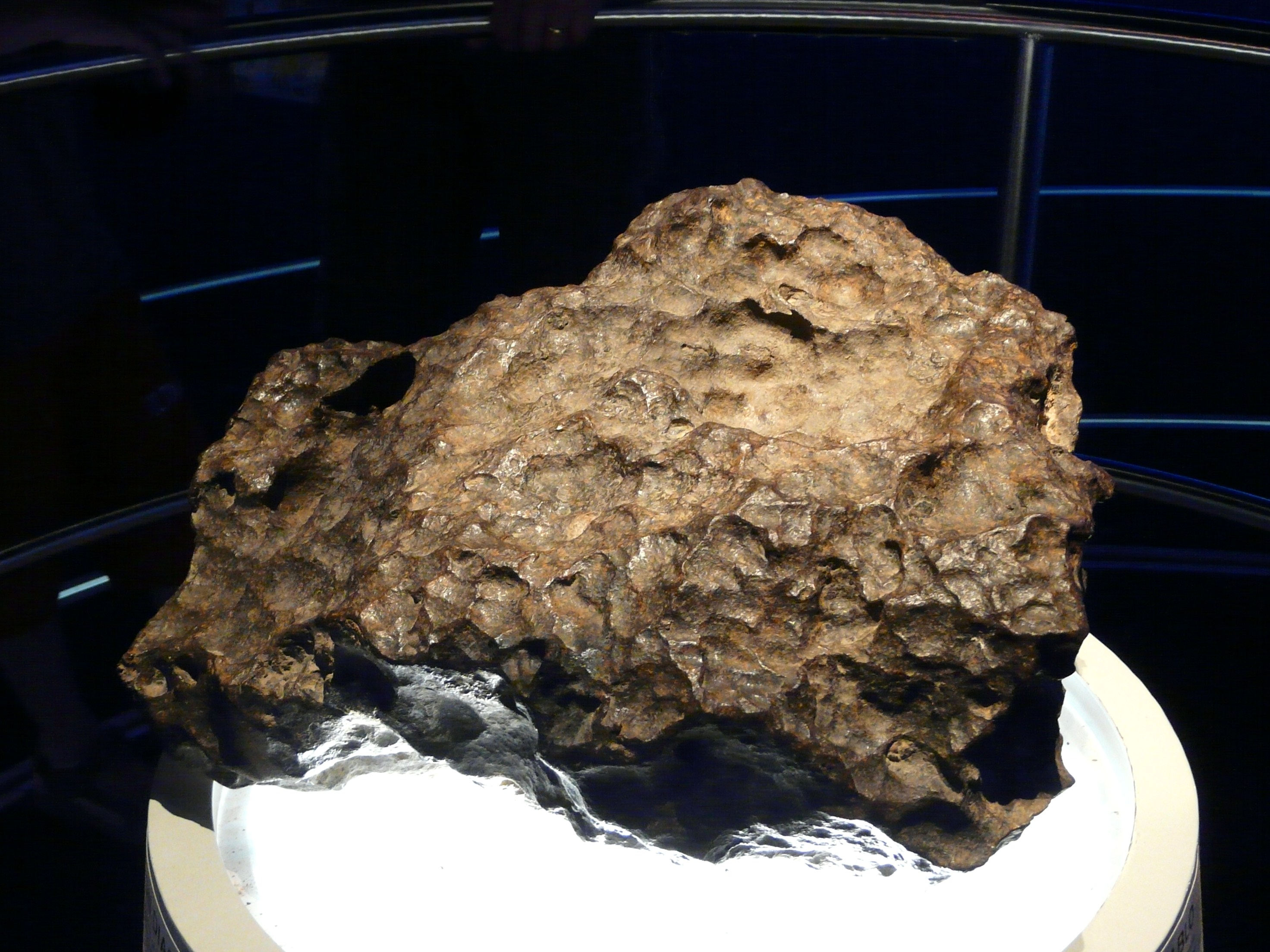
360-кілограмовий зразок у Національному музеї природознавства (Париж)